# 大集成
大 集成（だい しゅうせい、? - 1236年）は、靺鞨族出身の高麗の武臣。渤海国滅亡後、高麗に帰化していた。モンゴルの高麗侵攻の回避、および武臣政権の執権者崔瑀の政権維持に役割を果たした。

## 人物
1218年、崔忠献は、武臣政権の安定策として、武臣の歓心を買うため、大集成などを借将軍（散職の将軍）に昇進させた。その後、大集成は、武臣政権の執権者崔瑀との結びつきから権勢を伸ばし、1232年に大集成の娘が崔瑀の後妻に迎えられ、外戚の地位につく。『世宗実録地理志』黄海道条には、牛峯県の亡姓として崔氏および大氏を記しており、崔氏および大氏の本来の出身地は牛峯県であり、大集成の栄達は、崔忠献と同郷という背景があり、崔瑀の威勢に依付した。
崔瑀の後継者である崔沆は、政権掌握過程における金敉との対立に際し、継母大氏（大集成の娘）が金敉を支援したことを怨み、1250年と1251年に、継母大氏（大集成の娘）および族党に大弾圧を加え、大集成の族党を全羅道へと流配させた。